# レイランド数
レイランド数（レイランドすう、英: Leyland number）は、数論において次の形で表される数
{\displaystyle x^{y}+y^{x}}
x と y は1より大きい整数。名前は数学者ポール・レイランドにちなんでいる。小さい順に並べたレイランド数は以下の通り
8, 17, 32, 54, 57, 100, 145, 177, 320, 368, 512, 593, 945, 1124, 1649, 2169, ... (オンライン整数列大辞典の数列 A076980)
x と y の両方が1より大きいという要件は重要である。なぜならそれがなければすべての正の整数が x1 + 1x という形式のレイランド数になってしまうからである。また加算の交換性のために x ≥ y の条件は通常レイランド数の重複をさけるために加えられる。(よって 1 < y ≤ x を用いる)

## レイランド素数
レイランド素数はレイランド数でもあり素数でもある数。小さい順に並べると以下の通り。
17, 593, 32993, 2097593, 8589935681, 59604644783353249, 523347633027360537213687137, 43143988327398957279342419750374600193, ... (オンライン整数列大辞典の数列 A094133)
それぞれ次に対応する
32 + 23, 92 + 29, 152 + 215, 212 + 221, 332 + 233, 245 + 524, 563 + 356, 3215 + 1532.
また、y の値を固定しレイランド素数を与える x の値の列を考えることもできる。例えば x2 + 2x は x = 3, 9, 15, 21, 33, 2007, 2127, 3759, ... (A064539)のときに素数となる。
2012年11月までに素数であると判明した最大のレイランド数は 51226753 + 67535122 であり桁数は25050である。これは2011年1月から2011年4月までに楕円曲線の素数証明により素数であると証明された最大の数であった。2012年12月、311063 + 633110 (5596桁) と 86562929 + 29298656 (30008桁) の2つの数字が素数であることが証明され、後者は以前の記録を上回った。3147389 + 9314738 などの巨大な素数候補は多くあるが、巨大なレイランド数が素数であるかを証明するのは難しい。レイランドは自身のウェブサイトに次のように書いている。「最近ではこの形式の数は汎用性のある素数性証明プログラムの理想的なテストケースであることが分かった。これらは単純な代数的記述を持っているが、特定目的のアルゴリズムが使用できる明白な円分体的性質はない」
合成レイランド数を分解するためのXYYXFというプロジェクトがある.

## 第2種レイランド数
第2種レイランド数は以下のような形の数である。
{\displaystyle x^{y}-y^{x}}
ただし x と y は 1 より大きい整数で、負の数を除く数を小さい順に並べると以下の通りである。
0, 1, 7, 17, 28, 79, 118, 192, 399, 431, 513, 924, 1844, 1927, 2800, 3952, 6049, 7849, 8023, 13983, 16188, 18954, 32543, 58049, 61318, 61440, 65280, 130783, 162287, 175816, 255583, 261820, ... (オンライン整数列大辞典の数列 A045575)
第2種レイランド素数は第2種レイランド数でもあり素数でもある数。小さい順に並べると以下の通りである。
7, 17, 79, 431, 58049, 130783, 162287, 523927, 2486784401, 6102977801, 8375575711, 13055867207, 83695120256591, 375700268413577, 2251799813682647, ... (オンライン整数列大辞典の数列 A123206)
素数候補については、Henri Lifchitz & Renaud Lifchitz, PRP Top Records search参照